# Дебевер, Эммануэль
Эммануэль Дебевер (8 августа 1963, Марсель, Буш-дю-Рон, Франция — 6 декабря 2023, XV округ Парижа, Франция) — французская актриса, снимавшаяся в полнометражных кинофильмах и телесериалах.

## Биография
Дебевер дебютировала как актриса в начале 1980-х годов в телесериале «Pause café». В 1983 году она получила главную роль в фильме Жан-Клода Бриссо «Жестокая игра». В том же году она снялась в фильме Анджея Вайды «Дантон» в роли Луизон Дантон, молодой жены Жоржа Дантона, которого сыграл Жерар Депардьё. После этого она снялась ещё в нескольких фильмах. В 1989 году она в последний раз сыграла в кино, в одном из эпизодов телесериала «Расследования комиссара Мегрэ».
В июне 2019 года Эммануэль Дебевер обвинила Жерара Депардьё в сексуальных домогательствах на съёмках фильма «Дантон». По её словам:

«Он воспользовался нашим уединением внутри кареты. Засунул свою большую лапу мне под юбку, якобы чтобы мне стало легче…»
Все эти обвинения актёр отрицает.
Дебевер ушла из дома 29 ноября 2023 года. В тот же день её в бессознательном состоянии вытащили спасатели из Сены, куда актриса прыгнула с моста. Актриса была госпитализирована, но медицинская помощь ей не помогла, Дебевер умерла 6 декабря (по другим данным 7 декабря) 2023 года в возрасте 60 лет.
Прокуратура Парижа начала расследование, чтобы определить причины смерти актрисы.